# Kunsthalle Bremen

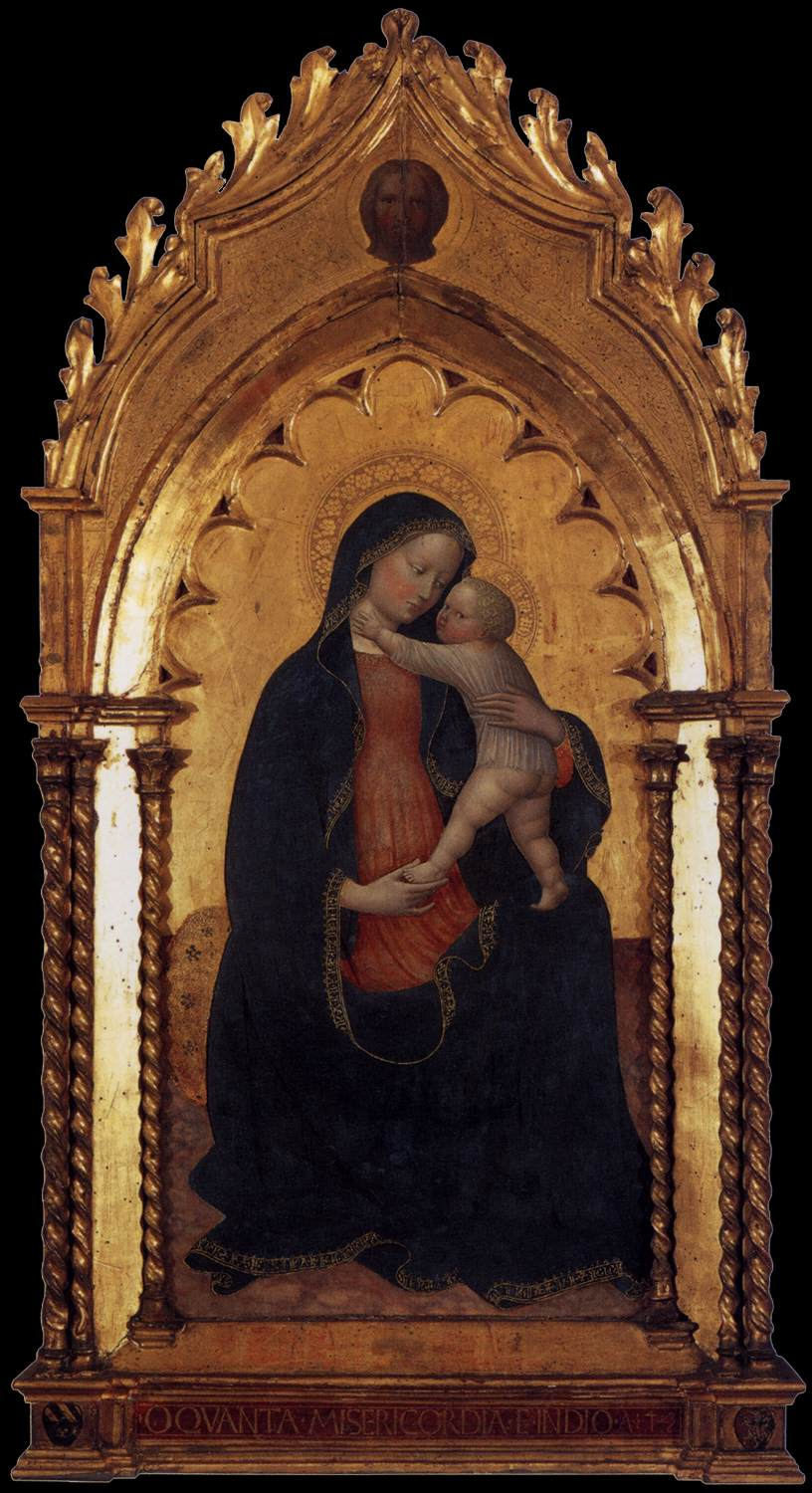
Madonna con Bambino (1423)
Masolino da Panicale

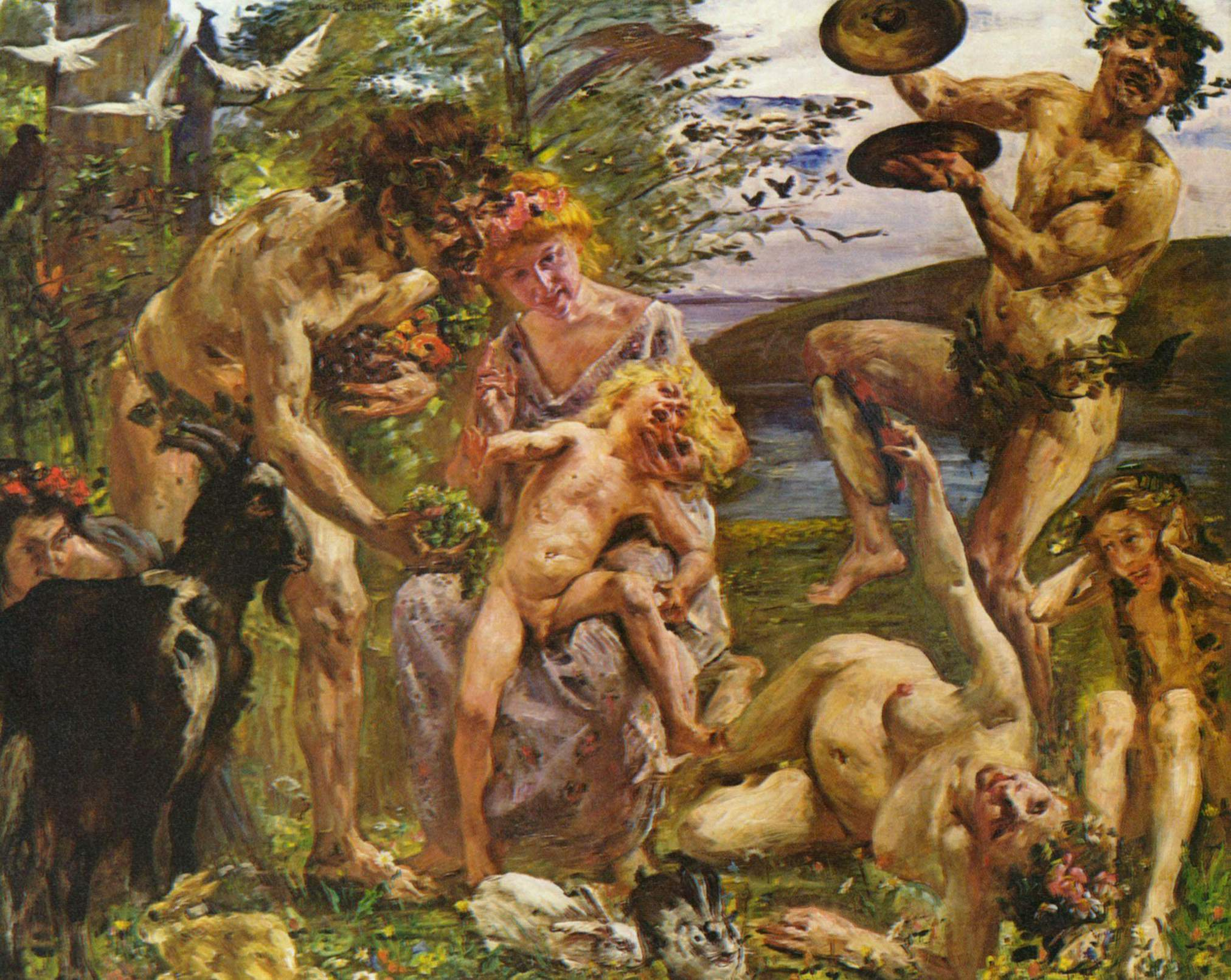
La gioventù di Zeus (1905)
Lovis Corinth

La Kunsthalle Bremen è un museo d'arte di Brema in Germania. Si trova ai margini della città antica nel "Miglio della cultura" (Kulturmeile). Fu costruita nel 1849, ampliata nel 1902 dall'architetto Eduard Gildemeister, e poi diverse altre volte, in ultimo nel 2011. Dal 1977, l'edificio è stato designato "Kulturdenkmal" nella lista del patrimonio culturale dello Stato di Brema.
Il museo ospita una collezione di dipinti europei dal XIV secolo ai giorni nostri, sculture dal XVI  al XXI secolo e una collezione di nuovi media. Tra le sue opere salienti vi sono dipinti francesi e tedeschi del XIX e XX secolo, tra cui importanti opere di Claude Monet, Édouard Manet e Paul Cézanne, insieme a importanti dipinti di Lovis Corinth, Max Liebermann, Max Beckmann e Paula Modersohn-Becker. La sezione Nuovi media contiene opere di John Cage, Otto Piene, Peter Campus, Ólafur Elíasson e Nam June Paik. Il Dipartimento di stampe e disegni è costituita da circa 220.000 fogli, dal XV al XX secolo, una delle più grandi collezioni del suo genere in Europa.
IL museo è gestito dalla Kunstverein Bremen (ente no-profit) ed è l'unico museo tedesco con una vasta collezione d'arte dal XIV al XXI secolo che è ancora di proprietà privata.

## Storia

### Storia dellaKunstverein Bremen
Nel 1823, un gruppo di 34 uomini d'affari interessati all'arte fondò una Kunstverein (società d'arte) a Brema con l'obiettivo di "diffondere un senso di bellezza e forma". Oggi è una delle società più antiche in Germania. I primi anni di attività dell'associazione si concentrarono su mostre d'arte private, con l'acquisizione di opere sostenute finanziariamente dai proventi dei biglietti e dalle donazioni aziendali. Dieci anni dopo la sua fondazione, la Società possedeva 13 dipinti, 585 disegni e 3917 stampe. La maggior parte dei dipinti erano antichi maestri, tra cui la famosa Madonna di Masolino e una serie di dipinti di pittori olandesi del XVII secolo, come Jan van Goyen e Pieter Wouwerman. Dopo il 1843, furono organizzate grandi mostre pubbliche, in associazione simili, ad Hannover, Lubecca, Greifswald, Rostock e Stoccarda. Nel 1846 la società raggiunse 575 membri. La Kunstverein di Brema è ancora proprietaria esclusiva della Kunsthalle e oggi conta oltre 8000 membri. Viene finanziata da fondazioni, donazioni private, lasciti e finanziamenti da parte della città di Brema.

### Storia della Kunsthalle

#### Edificio del 1849

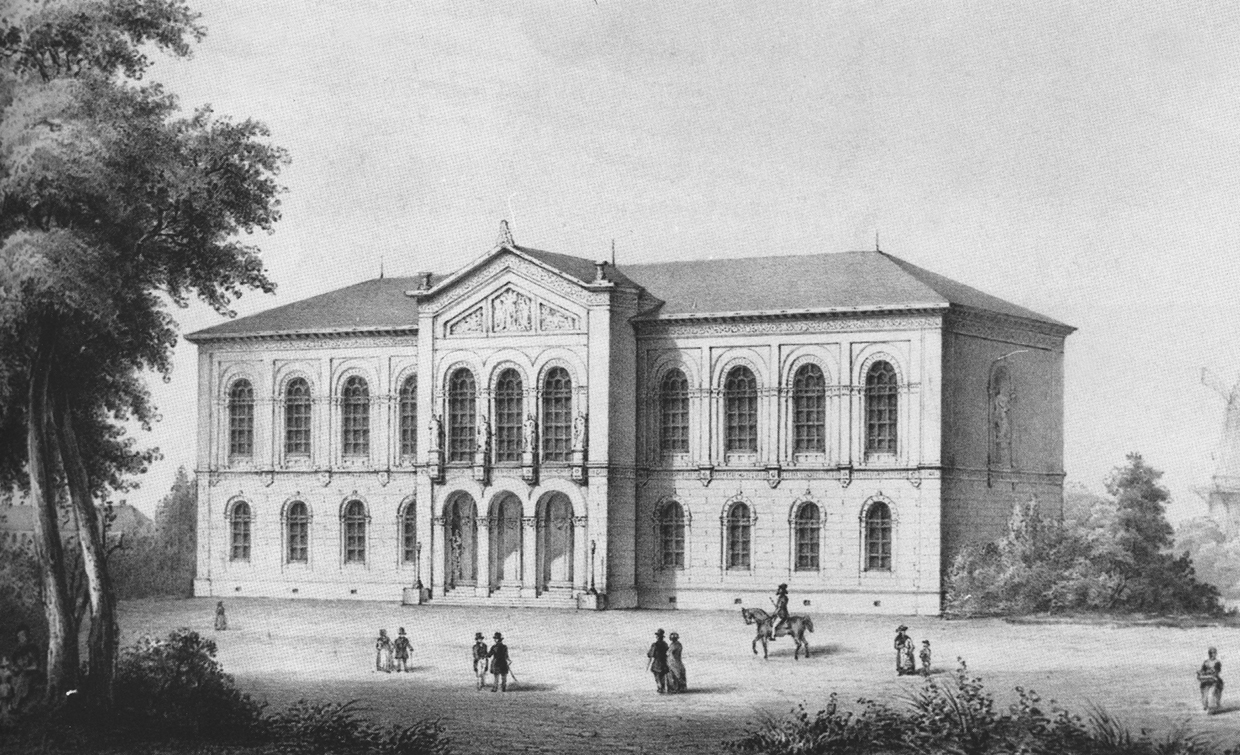
La Kunsthalle Bremen nel 1849

Sostenuta da numerose fondazioni e mecenati, la Società indisse una gara per un nuovo edificio museale. Un allora giovanissimo Lueder Rutenberg - egli stesso membro dell'Associazione - vinse contro importanti concorrenti. La Società iniziò a sorgere sulla Kunsthalle il 1º luglio 1847, diventando la prima Società in Germania con un proprio edificio. Il progetto di costruzione si trovava su un'antica discarica vicino alle mura della città vecchia e l'edificio fu terminato nel 1849. Il progetto di Rutenberg era di un edificio a due piani dignitoso ma discreto con una proiezione centrale a tre assi di archi a tutto sesto. Mentre le collezioni erano in gran parte di proprietà della Kunstverein, la proprietà dell'edificio era della città. Sull'ingresso sono presenti quattro statue in pietra raffiguranti Raffaello, Michelangelo, Dürer e Rubens, create dallo scultore Adolph Steinhäuser (1825-1858).

#### Espansione del 1902

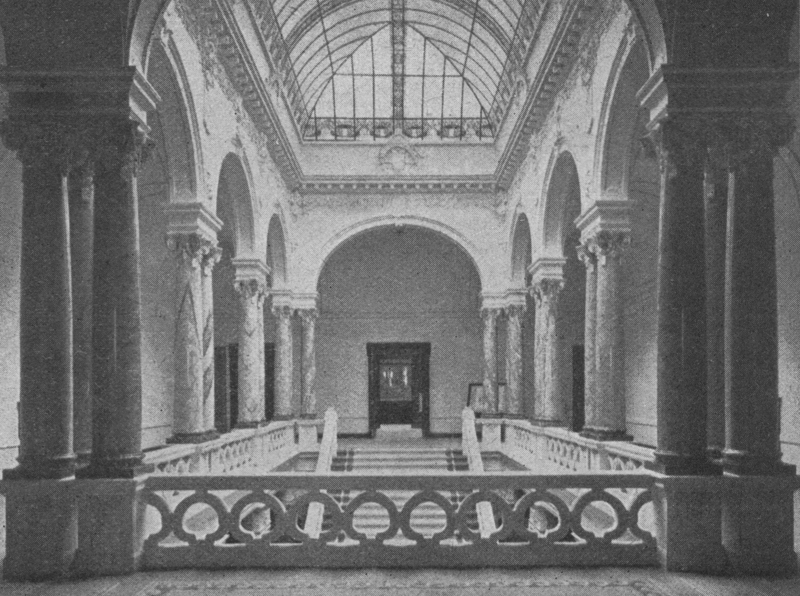
Sala centrale della Kunsthalle nel 1902, distrutta dai bombardamenti della seconda guerra mondiale

Dopo un'altra gara tra gli architetti di Brema, nel 1898 fu commissionato un ingrandimento resosi necessario. Albert Dunkel fu selezionato per progettare gli interni, Eduard Gildemeister per la monumentale facciata in arenaria e le decorazioni vennero affidate ai rinomati scultori Georg Roemer e Georg Wrba. I lavori di fondazione furono iniziati nel 1899 e il 15 febbraio 1902 ebbe luogo la cerimonia di inaugurazione. La facciata rimase in costruzione fino al 1904. L'espansione fu finanziata da fondazioni e uomini d'affari di Brema.

#### Conseguenze della seconda guerra mondiale

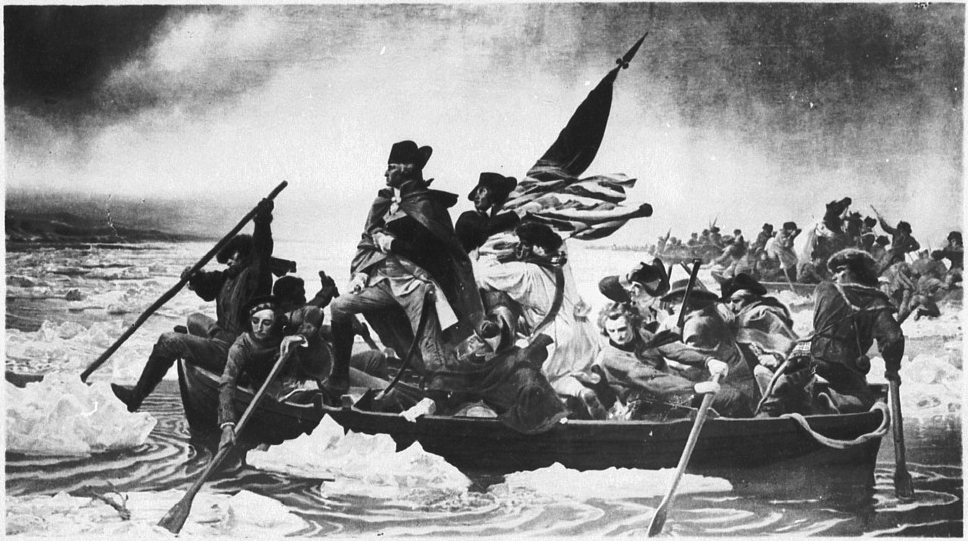
La prima versione di Washington attraversa il fiume Delaware (1849–50) di Emanuel Leutze andata distrutta in un bombardamento aereo del 5 settembre 1942

La galleria d'arte fu chiusa poco dopo lo scoppio della guerra e la collezione fu inizialmente conservata nel seminterrato. Nella notte del 5 settembre 1942, una bomba incendiaria distrusse la scala centrale e sei sale al piano superiore bruciando anche il dipinto Washington attraversa il fiume Delaware  di Emanuel Leutze, che a causa delle sue dimensioni non poté essere rimosso. Oggi una seconda versione è esposta al Metropolitan Museum of Art di New York.
Dopo questo evento, gran parte della collezione venne spostata in aree protette sotto la Bremer Landesbank e la Norddeutsche Kreditbank. Con l'aumentare della gravità delle incursioni aeree su Brema, il sindaco Böhmcker decretò infine che la raccolta dovesse essere ospitata fuori città in sicurezza. La rimozione delle opere iniziò nel 1943 e inviata in quattro luoghi diversi: i dipinti, i disegni e le stampe furono divisi tra il Castello di Karnzow del Conte Königsmarck vicino a Kyritz, il Castello Neumühle del Conte von der Schulenburg a Salzwedel e il Castello di Schwöbber vicino a Hameln. Le sculture furono portate nella cripta principesca del castello di Bückeburg.
Il castello di Karnzow si trovava nella Marca di Brandeburgo vicino a Berlino e vi vennero destinati 50 dipinti, 1715 disegni e circa 3000 stampe. Il castello fu preso, nel maggio del 1945, dalle truppe sovietiche che portarono via gran parte delle opere presenti. Lasciarono poi il castello aperto, con il risultato che le opere d'arte furono alla portata di tutti. Lo scultore berlinese Kurt Reutti, capo di un'unità del Consiglio comunale di Berlino, fu in grado di trovare diversi oggetti attraverso ampie ricerche e bonifiche dal mercato nero locale. Tuttavia, le perdite della Kunsthalle Bremen si affiancarono a quelle della Fondazione del patrimonio culturale prussiano e delle collezioni d'arte di Dresda, le più grandi e devastate tra i musei tedeschi. In tutto oltre 1.500 opere della Kunsthalle oggi mancano all'inventario.

#### Ricostruzione dopo il 1945
Nell'immediato dopoguerra, le condizioni del Museo e le attività della Società d'arte furono estremamente difficili. Tra il 1947 e il 1948, i soldati dell'esercito statunitense furono alloggiati nella galleria d'arte, nella sala stampa e nella sala riunioni. A causa dei danni di guerra, l'edificio era diventato inutilizzabile per l'esposizione di opere d'arte, anche se le mostre furono organizzate in altre località a partire dal 1946. Nel 1948, dieci sale al piano superiore furono nuovamente aperte al pubblico in occasione del 125º anniversario della Società. Dopo ulteriori riparazioni, tutte le sale del piano superiore furono nuovamente utilizzabili entro la fine del 1951. Nel 1961 fu effettuato un vasto restauro che riparò il pesante danno di guerra. La scala e l'ingresso principale furono modernizzati nello stile del tempo.

#### Espansione del 1982
Un'estensione dell'edificio fu completata nel 1982 dall'architetto Werner Düttmann e causò uno scandalo. Contrariamente ai piani che erano stati approvati, rispetto alla prevista facciata in arenaria ne venne realizzata una in mattoni rossi.

#### Ristrutturazione 1990-1999
Nel 1990 la Società ottenne dei finanziamenti per il rinnovo dei laboratori, dei magazzini e della principale sala delle stampe ormai strutturalmente e funzionalmente obsoleti. Tra il 1996 e il 1998, furono eseguiti altri lavori di ristrutturazione della Galleria d'arte all'epoca del presidente Georg Abegg e del direttore Wulf Herzogenrath. Questi si erano rivelati urgenti perché le sale espositive erano in cattive condizioni, l'illuminazione non soddisfaceva i requisiti e le condizioni di climatizzazione non soddisfacevano gli standard internazionali.
Nel 1995 il consiglio della Società diede inizio alla campagna "Salviamo la Galleria d'arte" ad opera del mercante e presidente Dieter Harald Berghöfer. Nel giro di un anno riuscì a raccogliere 7 milioni di marchi, un terzo del costo preventivato (in una città di circa 600.000 abitanti). Lo stato di Brema e la Repubblica federale fornirono gli altri due terzi. A causa di impreviste difficoltà con l'edificio, i costi di costruzione salirono a quasi 25 milioni di marchi e questi costi aggiuntivi sono stati finanziati esclusivamente dai donatori che volevano sostenere gli sforzi della Società e del consiglio di amministrazione.
Come risultato della ristrutturazione, il parquet in rovere dorato ha sostituito il linoleum, mentre le 24 sale e le bacheche nelle quali è custodita la collezione permanente sono inondati di colore.

#### Estensione del 2011
Tra il 2009 e il 2011, le vecchie costruzioni del 1961 e del 1982 furono demolite e furono aggiunte due ali cubiche moderniste con 5560 metri quadrati di superficie aggiunti al vecchio edificio principale secondo i piani degli architetti Hufnagel, Putz e Rafaelian. L'edificio principale con 7410 metri quadrati di superficie è stato completamente rinnovato e ammodernato. Il progetto è costato circa € 30 milioni di euro. Le famiglie proprietarie dei cantieri navali Friedrich e Peter Lürssen e Lürßen della Fondazione Karin e Uwe Hollweg hanno contribuito per un terzo e la città di Brema e il governo federale hanno contribuito entrambi per un terzo del costo. Si resero poi necessari costi aggiuntivi per 3,5 milioni di euro per il riscaldamento geotermico. La nuova Galleria d'Arte ha aperto il 20 agosto 2011 e ha tenuto la sua prima grande mostra il 15 ottobre 2011.

## Collezioni

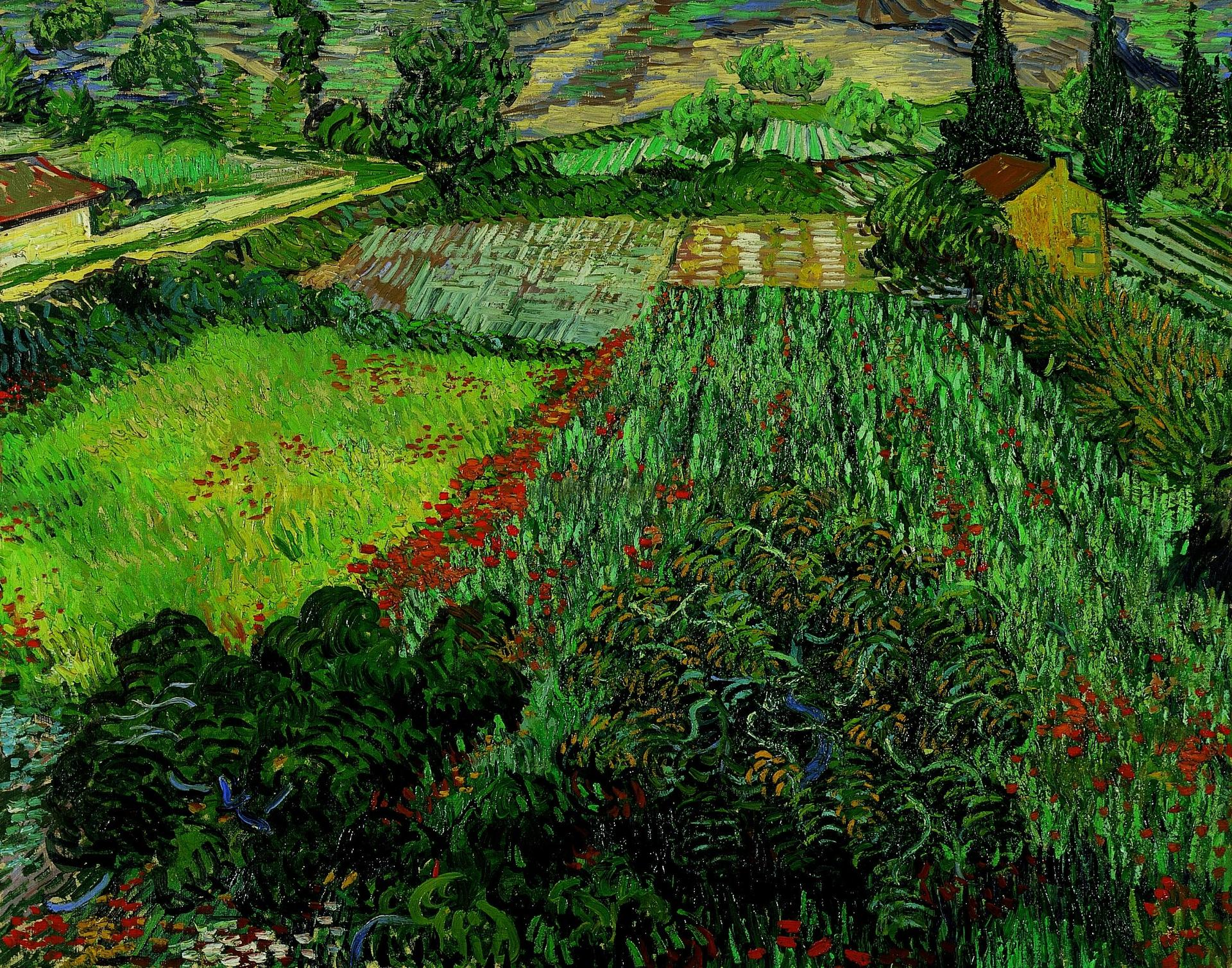
Campo di papaveri, Vincent van Gogh

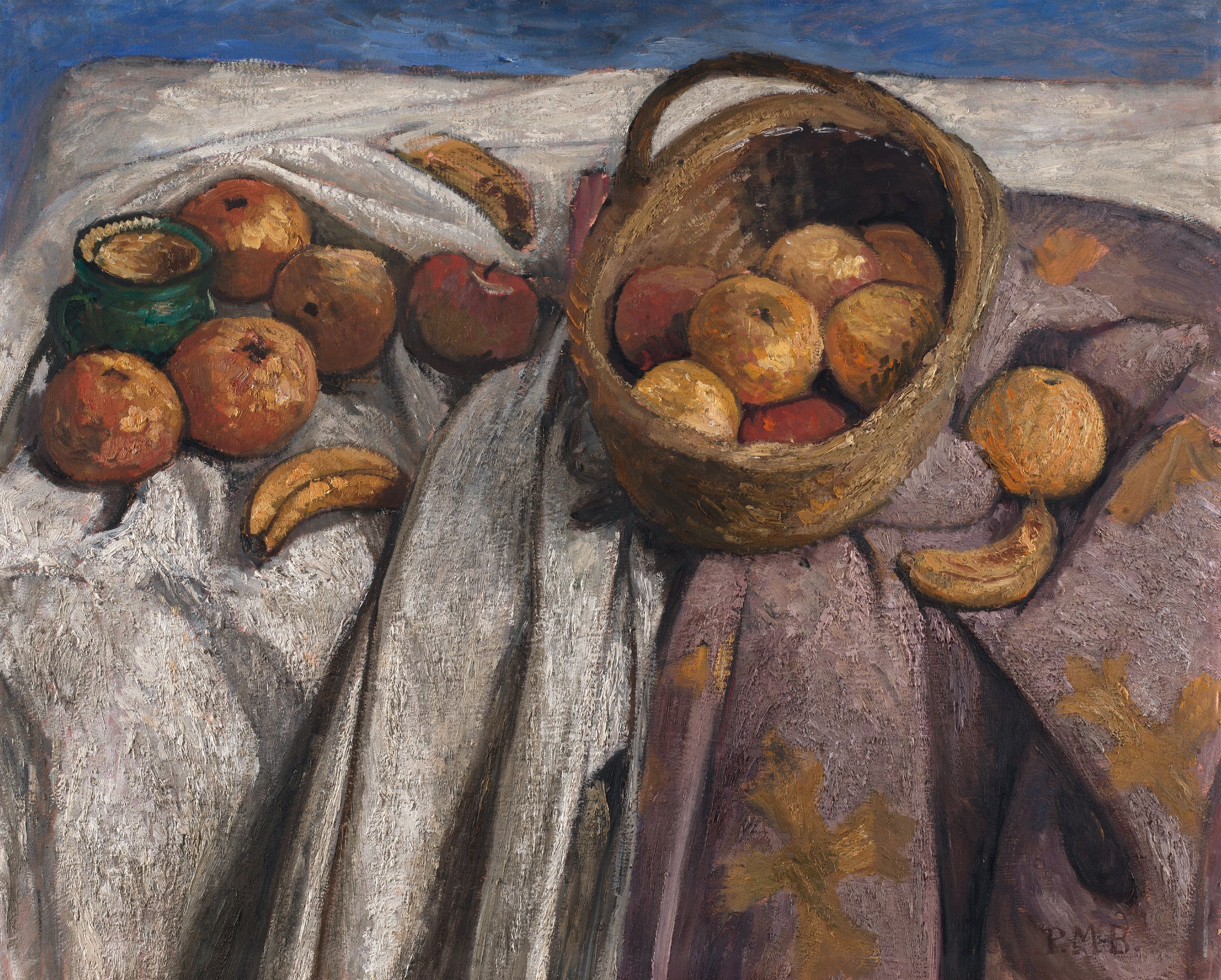
Natura morta con mele e banane (1905), Paula Modersohn-Becker

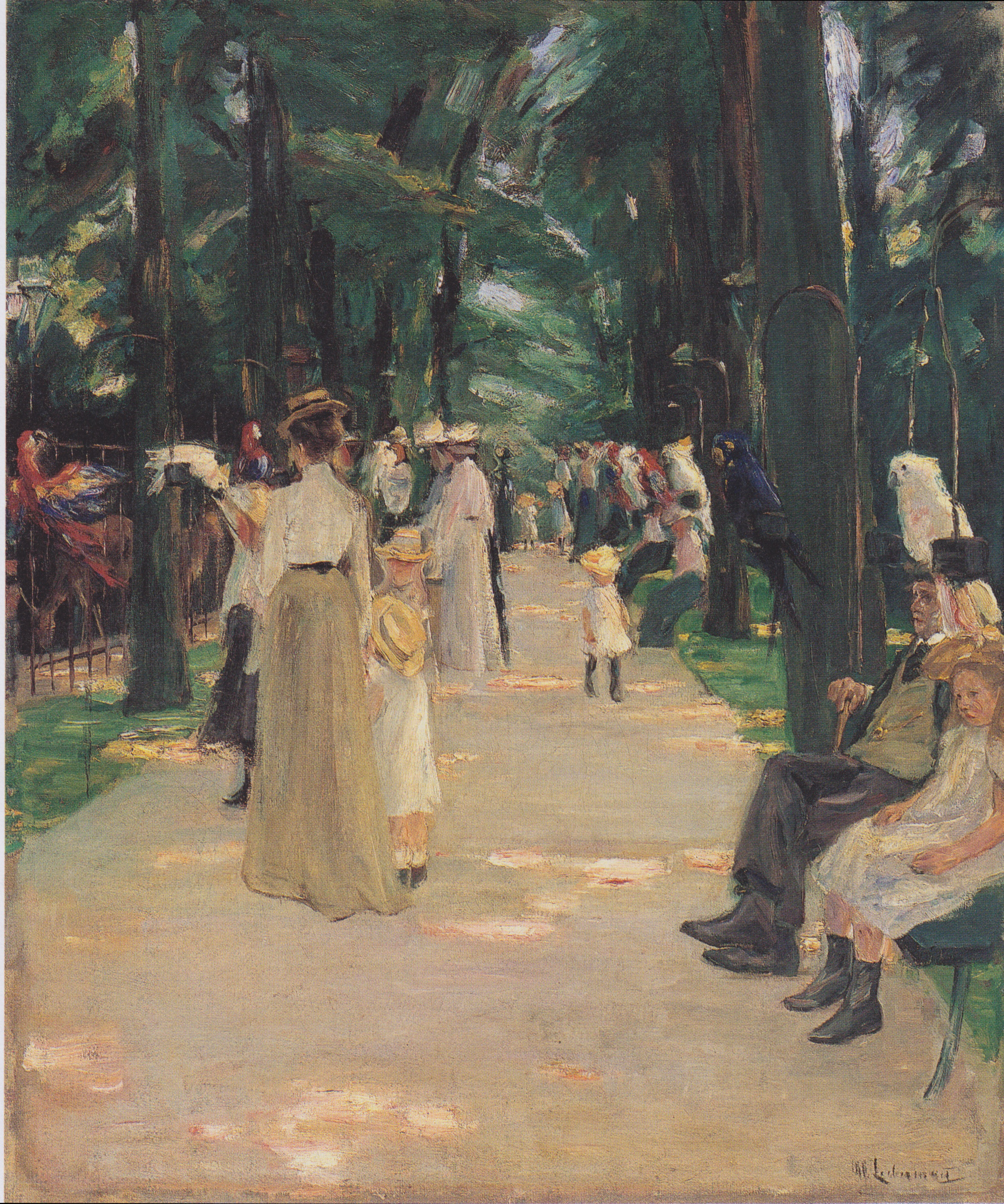
Viale di pappagalli (1902), Max Liebermann

### Dipinti
I dipinti esposti vanno dal XIV secolo ai giorni nostri e sono principalmente di pittori dell'Europa occidentale. Tra i pezzi principali della collezione ci sono opere francesi e tedesche del XIX e XX secolo, acquisite soprattutto dal direttore Gustav Pauli, tra cui importanti dipinti di Paul Cézanne, Édouard Manet, Claude Monet, Henri de Toulouse-Lautrec e Vincent van Gogh. Detiene le maggiori opere di Max Beckmann, Lovis Corinth, Max Liebermann e Paula Modersohn-Becker. Il museo ospita anche le prime opere moderniste di artisti della vicina colonia d'arte di Worpswede. Altri artisti rappresentati sono:
- Andreas Achenbach
- Albrecht Altdorfer
- Arnold Böcklin
- Carl Blechen
- Merry-Joseph Blondel
- Willy von Beckerath
- Julius Schnorr von Carolsfeld
- Gustave Courbet
- Camille Corot
- Lucas Cranach il Vecchio
- Eugène Delacroix
- Albrecht Dürer
- Adam Elsheimer
- Heinrich Jakob Fried
- Joseph von Führich
- Otto Gildemeister
- Eva Gonzalès
- Franz Krüger
- Johann Liss
- August Macke
- Franz Marc
- Hans von Marées
- Anton Raphael Mengs
- Edvard Munch
- Friedrich Nerly
- Jules Pascin
- Camille Pissarro
- Odilon Redon
- Théo van Rysselberghe
- Otto Scholderer
- Carl Schuch
- Alfred Sisley
- Max Slevogt
- Sébastien Stoskopff
- Hans Thoma
- Carl Wagner

### Stampe e disegni

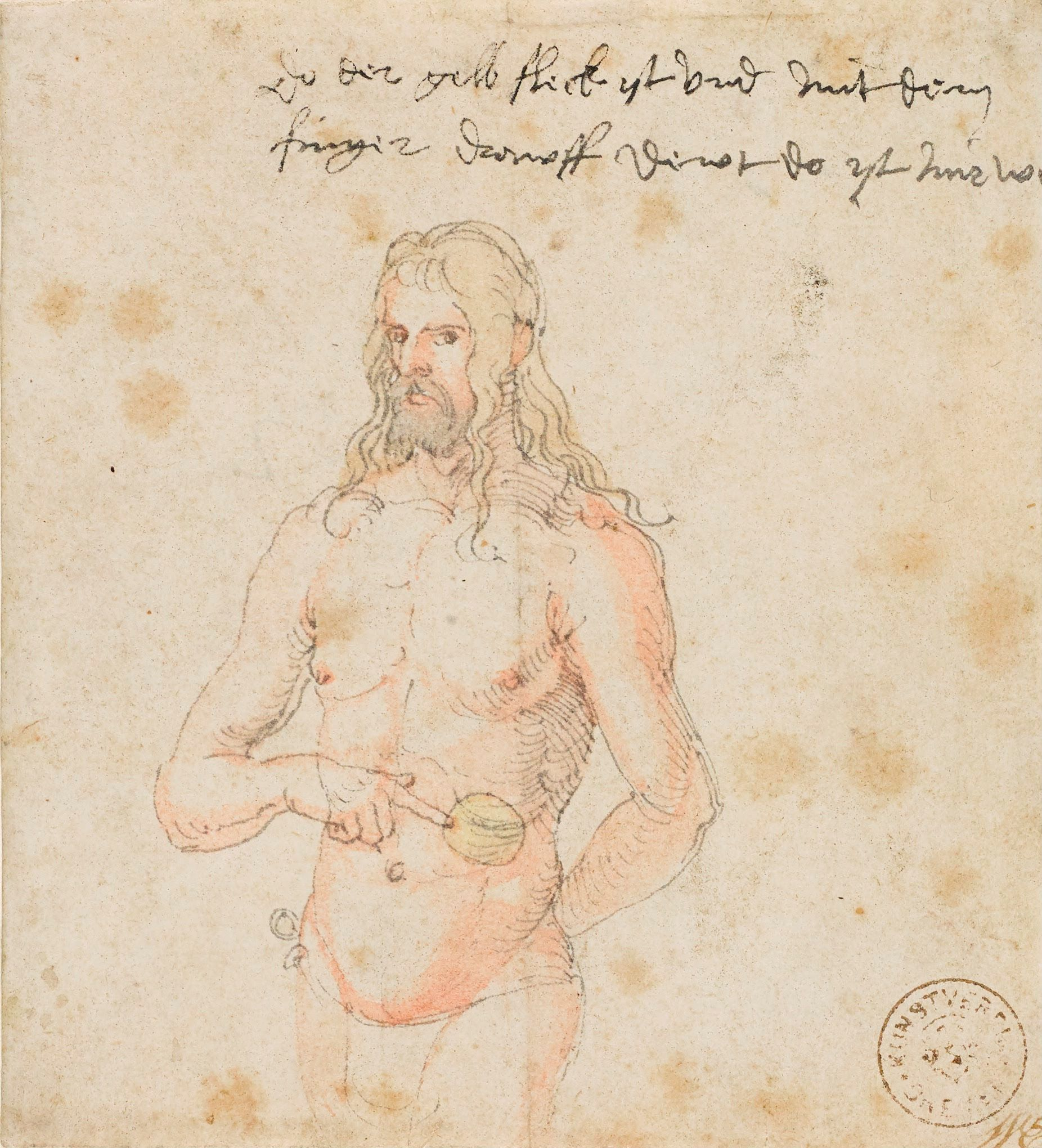
Autoritratto (1521), Albrecht Dürer

Il dipartimento di stampe e disegni ospita 220.000 opere tra il XV e il XX secolo, e comprende, acquerelli, incisioni su lastra di rame, stampe da incisione. Si tratta di una delle più grandi e importanti collezioni del genere in Europa. Alcuni artisti presenti:
- Edgar Degas
- Albrecht Dürer
- Berthe Morisot

### Nuovi Media
La sezione Nuovi Media comprende opere di John Cage, Otto Piene, Peter Campus, Ólafur Elíasson, Nam June Paik e altri. La Kunstverein promuove le attuali tendenze artistiche assegnando il Böttcherstrasse Art Prize e organizzando mostre della Förderkreis für Gegenwartskunst (associazione per il sostegno all'arte contemporanea).

### Collezione Baldin
Nel 1945 l'ufficiale sovietico Viktor Baldin scoprì parte delle opere della Kunsthalle negli scantinati del Castello di Karnzow. Allo scopo di proteggerli dalla completa distruzione, prese dei disegni di Rembrandt, Tiziano, Rubens, Goya, Van Gogh e Édouard Manet e li portò in Unione Sovietica. Nel 1963 Baldin divenne direttore del Museo di architettura di Mosca. Nell'autunno del 1989 visitò la Kunsthalle di Brema e riferì al presidente della Società che aveva prelevato due dipinti e 362 disegni dal Castello Karnzow e li aveva consegnati al Museo di ricerca e scienza dello stato di Schtschusev per la custodia . Negli anni seguenti tentò ripetutamente di restituire le opere alla Bremen Art Society facendo appello alle più alte autorità dell'URSS, ma senza successo. La totalità dell'"arte saccheggiata" dalla Germania era ancora tabù a quel tempo. Nel 1995, si tenne una mostra intitolata a lui nella collezione dell'Ermitage di San Pietroburgo. Nel febbraio 2003, l'allora ministro della Cultura russo, dopo una formale richiesta del Kunstverein nel 2000, si impegnò per iscritto a riportare la collezione Baldin a Brema. Sebbene la raccolta non sia coperta dalle Leggi sull'arte saccheggiata, la Duma di stato russa ha finora rifiutato di restituirla.